# Haus Pröbsting

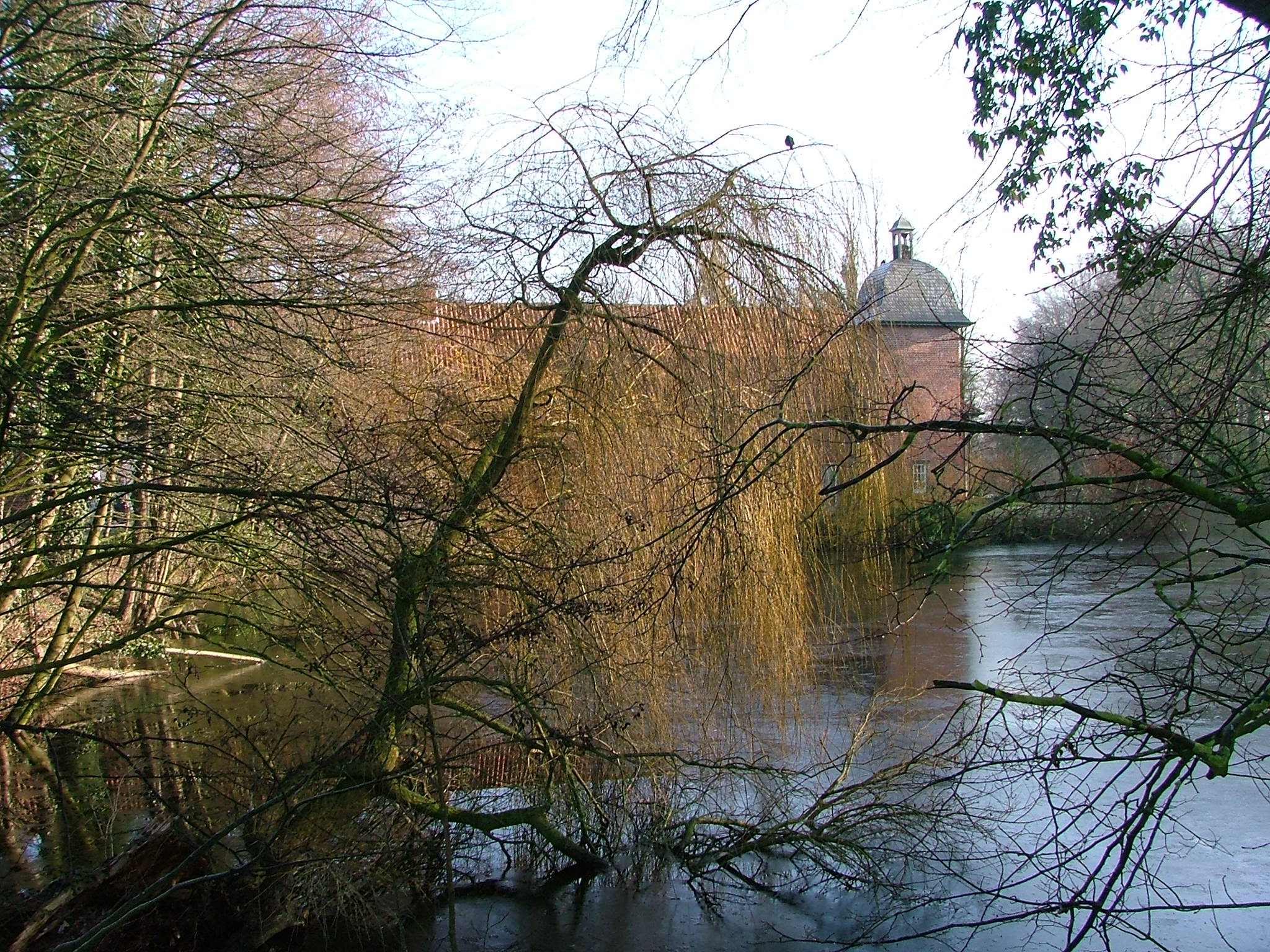
Wassergraben

Das Haus Pröbsting ist ein denkmalgeschütztes Gebäude in Hoxfeld, einem Ortsteil von Borken im Kreis Borken in Nordrhein-Westfalen.

## Geschichte und Architektur
Die um 1221 erstmals genannte Anlage war ursprünglich Probsteigut des Stifts Vreden. Die Besitzer gehörten einer Seitenlinie der Edelherren von Gemen an. 1345 erhielt Goswin von Gemen vom Münsteraner Bischof Ludwig II.  die Erlaubnis, auf dem Gut ein Steinwerk zu errichten. Im Gegenzug wurde es zum Offenhaus für den Münsteraner Bischof erklärt. Nach dem Tode Goswins wurde sein Sohn von der Vredener Äbtissin mit den Gütern belehnt. Da die späteren Herren von Gemen gen. Pröbsting über ihren Besitz frei verfügen konnten, muss das Gut später in deren Eigenbesitz übergegangen sein. Nach dem Aussterben des Geschlechts 1559 ging das Haus in den Besitz der Herren von Willich über. 1714 kam es durch Heirat an Georg Benhard von Keppel zu Öding. Ab der zweiten Hälfte des 18. Jahrhunderts folgten die Besitzerwechsel in rascher Folge. U. a. kam das Haus an Familie Basse und die Grafen von Landsberg-Velen. 1879 wurde auf Haus Pröbsting die Schriftstellerin Ilse von Stach geboren. Ihre Erinnerungen an die Pröbstinger Zeit verarbeitete sie in ihrem Roman Haus Elderfing. Im 19. Jahrhundert wurde das Hauptgebäude erweitert und umgebaut. In neuerer Zeit war der Bau jahrzehntelang dem Verfall preisgegeben, er wurde 1988 wieder in den ursprünglichen Zustand versetzt und umfangreich renoviert.
Die Anlage beherbergt heute einen Klinikbetrieb und befindet sich in Privatbesitz.

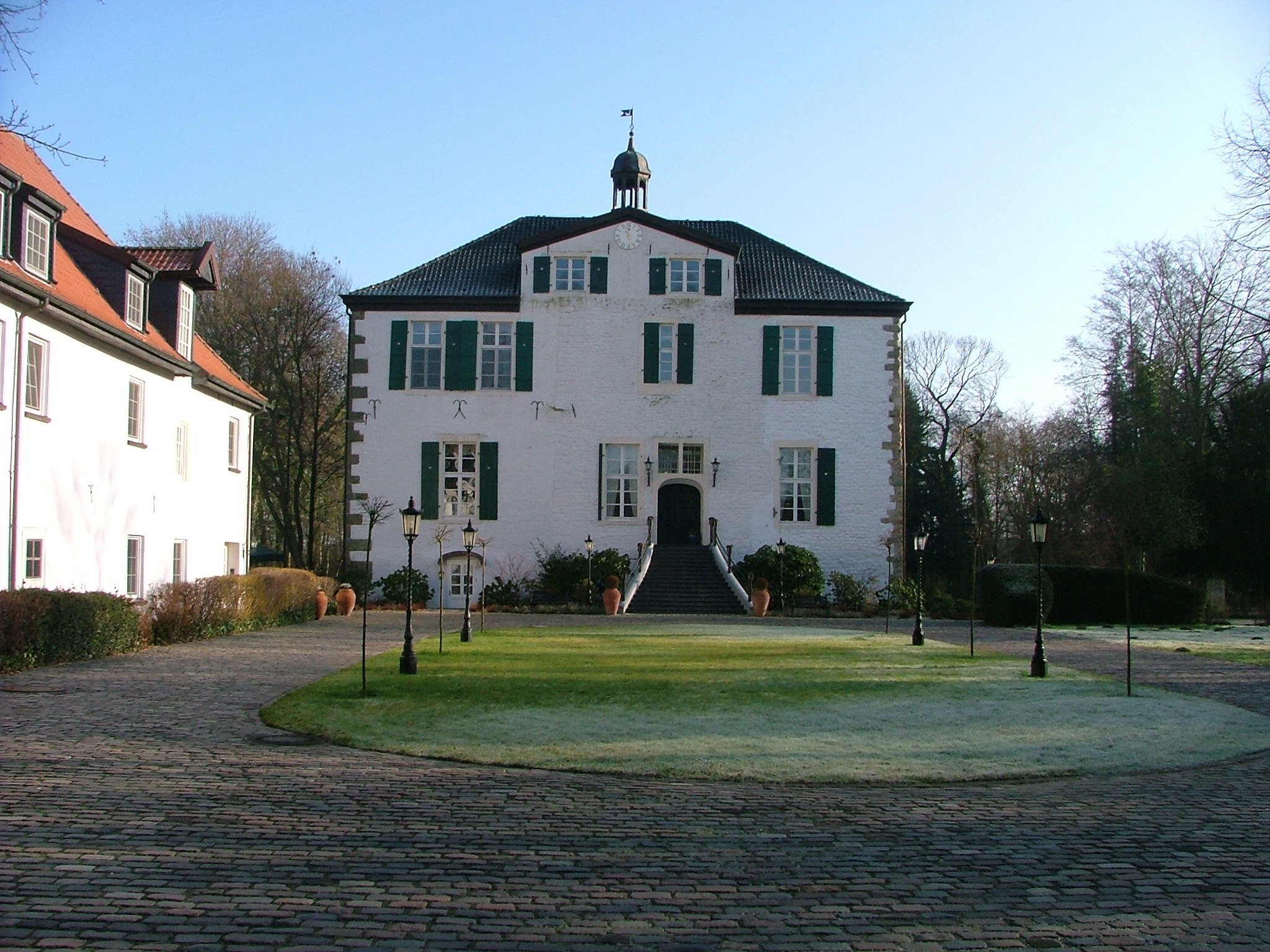
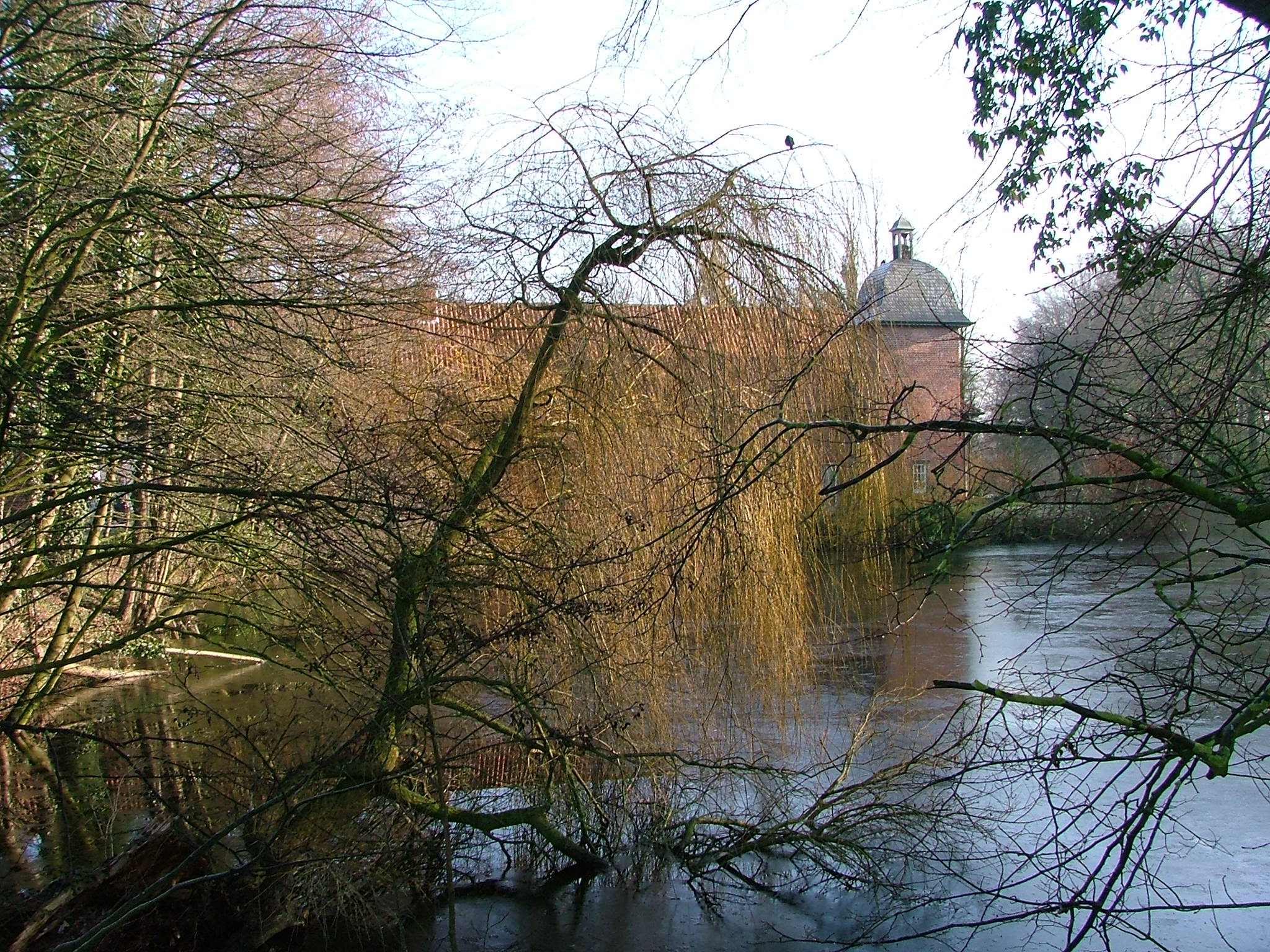
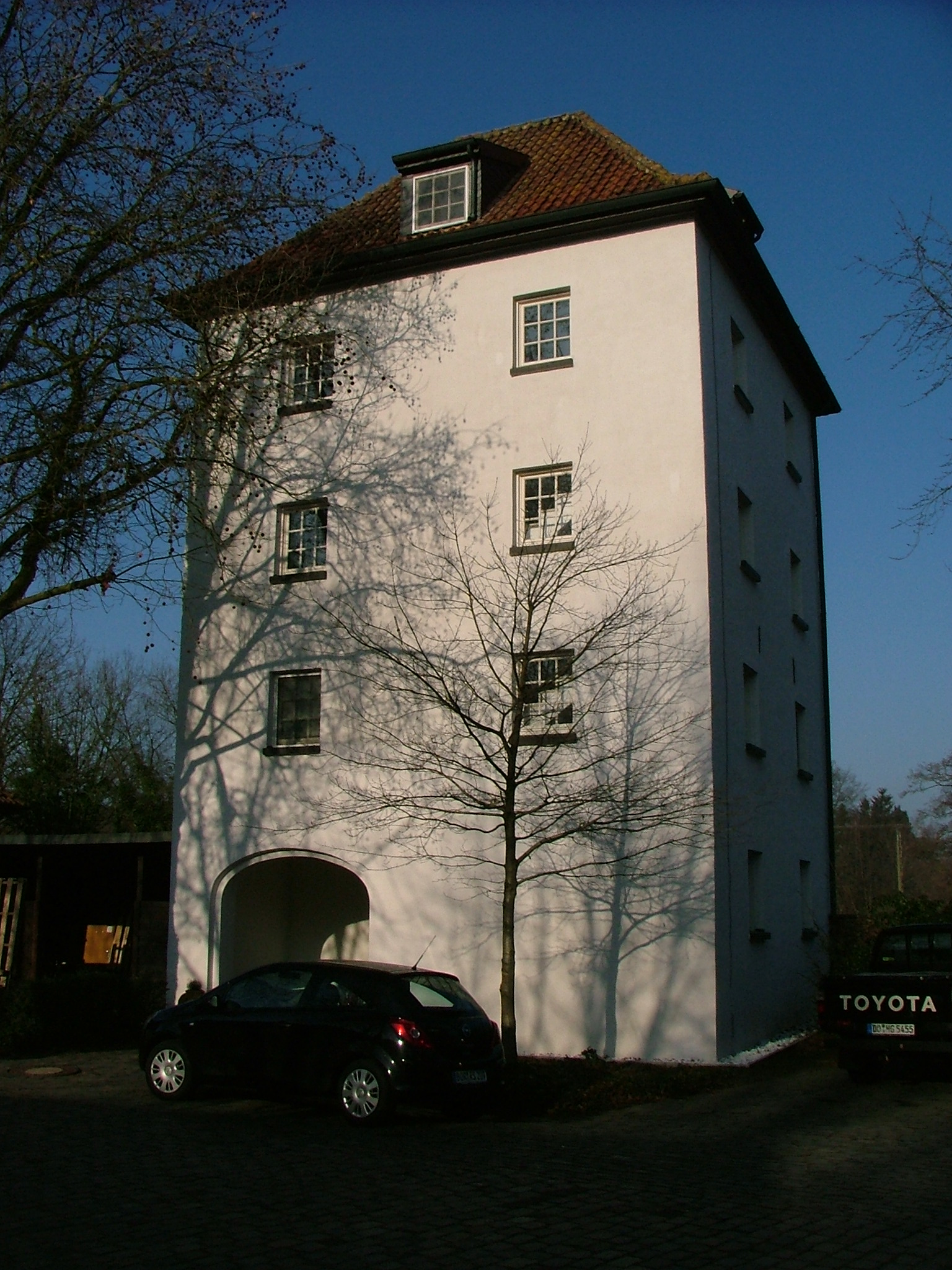
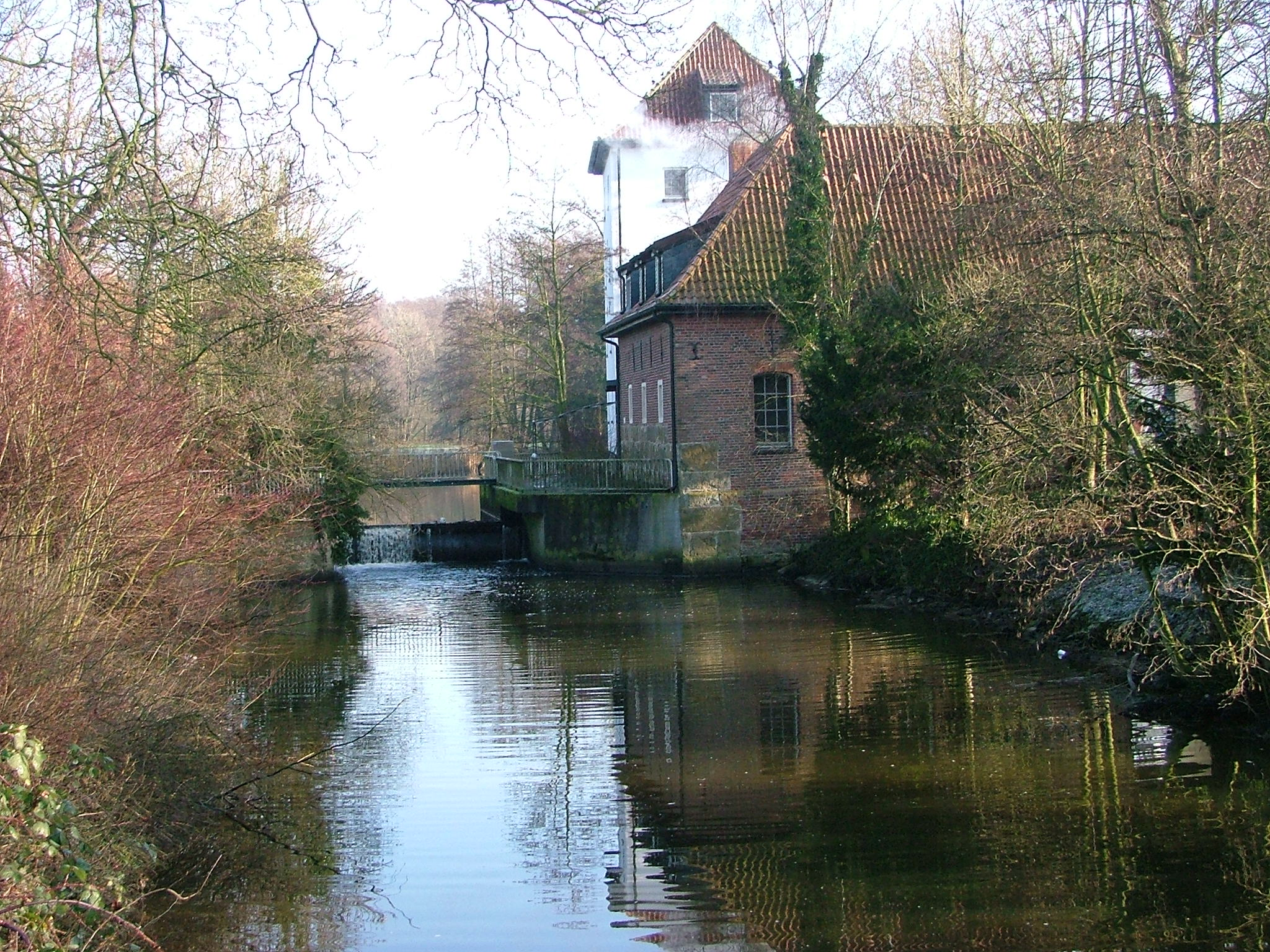

## Beschreibung
Das frei im Wasser gelegene Herrenhaus und die westlich von ihm gelegene Vorburg liegen in einem gemeinsamen Hausteich, der heute nur noch im Süden erhalten ist. Ursprünglich war er von einem rechteckigen Wall mit breitem Außengraben umgeben. Den nördlichen Teil des Wassergrabens bildet die Bocholter Aa. Die Vorburg wurde später nach Westen verlängert. Das Herrenhaus besteht im Kern aus einem Rechteckbau aus Ziegeln mit Werksteineckquadern. Das Haus ist das älteste profane Ziegelgebäude des Münsterlandes. Im 19. Jahrhundert  wurde es nach Norden zu einem Quadrat mit ca. 20 m Seitenlänge erweitert. Im Süden befindet sich ein Kapellenanbau als Ersatz für eine abgebrannte ältere Kapelle. Der Viehstall im Osten der Vorburg ist in neuerer Zeit zur Aa hin verbreitert worden. Die weiteren Gebäude auf der Vorburg sind ein Torhaus, eine Remise und im Südwesteck ein vorspringender quadratischer Turm aus Backsteinen, sie stammen aus dem 18. Jahrhundert.